# Влинь (Лодзинське воєводство)
Влинь (пол. Włyń) — село в Польщі, у гміні Варта Серадзького повіту Лодзинського воєводства.
Населення — 137 осіб (2011).
У 1975-1998 роках село належало до Серадзького воєводства.

## Демографія
Демографічна структура станом на 31 березня 2011 року:
|          | Загалом | Допрацездатний вік | Працездатний вік | Постпрацездатний вік |
| -------- | ------- | ------------------ | ---------------- | -------------------- |
| Чоловіки | 70      | 8                  | 50               | 12                   |
| Жінки    | 67      | 14                 | 37               | 16                   |
| Разом    | 137     | 22                 | 87               | 28                   |